# Макфарланд
„Макфарланд“ (на английски: MacFarland, USA) е американска биографична спортна драма от 2015 г. на режисьора Ники Каро, продуциран от Марк Циарди и Гордън Грей, по сценарий на Кристофър Кливланд, Бетина Жилой и Грант Томпсън, а музиката е композирана от Антонио Пинто. Филмът е копродуциран от Уолт Дисни Пикчърс и Мейхъм Пикчърс. Във филма участват Кевин Костнър, Мария Бело и Морган Сейлър.
Филмът е пуснат на 20 февруари 2015 г., който получава позитивни отзиви от критиците, и спечели повече 45 млн. долара. Филмът е пуснат на DVD и Blu-ray на 2 юни 2015 г. от Walt Disney Studios Home Entertainment.

## Актьорски състав
| Актьор                | Роля            |
| --------------------- | --------------- |
| Кевин Костнър         | Джим Уайт       |
| Мария Бело            | Шерил Уайт      |
| Морган Сейлър         | Джули Уайт      |
| Карлос Пратс          | Томас Валс      |
| Елси Фишър            | Джейми Уайт     |
| Джони Ортиз           | Хосе Карденас   |
| Хектор Дюран          | Джони Самениего |
| Серхио Авелар         | Виктор Пуентес  |
| Майкъл Агуеро         | Дамачио Диаз    |
| Рафаел Мартинез       | Дейвид Диаз     |
| Рамиро Родригез       | Дани Диаз       |
| Диана-Мария Дива      | Сеньора Диаз    |
| Ванеса Мартинез       | Мария Марсол    |
| Марта Хигареда        | Люп             |
| Валенте Родригез      | Директор Камило |
| Крис Елис             | Треньор Дженкс  |
| Елой Касадос          | Дейл Падила     |
| Наталия Кордова-Бъкли | Сеньора Валес   |

## В България
В България филмът е излъчен на 12 март 2018 г. по Кино Нова.
| Озвучаващи артисти  | Даниела Йорданова Елисавета Господинова Георги Георгиев-Гого Здравко Методиев Васил Бинев |
| Преводач            | Миряна Мезеклиева                                                                         |
| Тонрежисьор         | Цветомир Цветков                                                                          |
| Режисьор на дублажа | Димитър Кръстев                                                                           |